# Georg Müller (Politiker, 1889)
Georg Müller (* 29. Mai 1889 in Semd; † 13. Juli 1959 in Worms) war ein deutscher Politiker (HBB) und hessischer Abgeordneter des Landtags des Volksstaates Hessen in der Weimarer Republik.

## Familie
Georg Müller war der Sohn des Landwirts Johann Georg Müller und dessen Frau Katharina geborene Schneider. Er heiratet am 14. Februar 1914 Lina geborene Loos.

## Ausbildung und Beruf
Georg Müller studierte in München, Leipzig und Heidelberg Philosophie und schloss das Studium mit der Promotion zum Dr. phil. ab. 1912 bis 1915 war er Kandidat des höheren Lehramtes. Nach dem Ersten Weltkrieg wurde er Hauptgeschäftsführer des Hessischen Bauernbundes. 1922 wurde er Direktor des Rübenzuckerkontors Worms und später Vorstandsmitglied der Süddeutschen Zuckerwerke in Mannheim.

## Politik
Georg Müller gehörte von 1921 bis 1931 drei Wahlperioden lang dem Landtag an. 